# Амичи, Джузеппе
Джузеппе Амичи (итал. Giuseppe Amici; 9 января 1939, Фьорентино — 23 февраля 2006, Борго-Маджоре) — капитан-регент Сан-Марино (1979—1980 и 1984—1985).

## Биография
- 1964—2001 гг. — член Большого Генерального совета,
- 1979—1980 и 1984—1985 гг. — капитан-регент Сан-Марино.

Являлся лидером партии коммунистического возрождения Сан-Марино.